# Robert Culp
Robert Martin Culp (Oakland, 16 de agosto de 1930 — Los Angeles, 24 de março de 2010) foi um ator e roteirista estadunidense. Foi mais conhecido por protagonizar as séries de TV Os Destemidos e Super-Herói Americano (como Bill Maxwell).